# 渡辺アリサ
渡辺アリサ（わたなべ ありさ、1992年6月23日 - ）は、日本のモデル。福岡県出身。元ラフェイス、カバーガールエンターテインメント所属、2022年よりフリーランス。

## 人物・来歴
- 中学3年の頃からモデルの仕事をしていたが[3]、2011年、矢部美幸が新たに立ち上げた事務所「ラフェイス」に所属[4]。同事務所の福岡事業所に配属されたが、東京進出を諦めきれずにいくつものオーディションを受け[5]、2012年10月25日、2013年度トリンプ・イメージガール（第21代）に選ばれた[3]。
- 趣味・特技：料理、カロリー計算の暗算

## おもな出演

### ショー
- 2016、2015、2013福岡アジアコレクション
- 2013鹿児島ニューイヤーコレクション
- 2012イズモ・ミス・コレクション
- 2011福岡ラブアンドコレクション

### コンテスト
- 2015ワンライフモデルオーディション (ファイナリスト進出ならず)[6]
- 2011ミス・ユニバース・ジャパン ファイナリスト(辞退のため不出場、セミファイナルの大会には出場)
- 2011、2010ミス・インターナショナル日本大会 ファイナリスト

### テレビ（情報・バラエティ）
- 「情報プレゼンター とくダネ!」（2013年5月9日、フジテレビ）
- 「ニノさん」（2013年5月8日、日本テレビ)
- 「世の中の“急変化”検証バラエティ～タカトシの上がり目下がり目」（2013年3月25日、TBS）
- 「タカトシの恋愛バラエティ ラブカ Loveca～恋が生まれる運命のカード～」（2013年1月16日、日本テレビ）

### 舞台
- ハナノサクコロ「～英国大使の御庭番～」（ストロベリーカンパニー、2013年4月12日 - 21日、於：銀座博品館劇場）